# Bessey-en-Chaume
Bessey-en-Chaume är en kommun i departementet Côte-d'Or i regionen Bourgogne-Franche-Comté i östra Frankrike. Kommunen ligger i kantonen Bligny-sur-Ouche som tillhör arrondissementet Beaune. År 2022 hade Bessey-en-Chaume 119 invånare.

## Befolkningsutveckling
Antalet invånare i kommunen Bessey-en-Chaume
Referens:INSEE